# Aindling
Aindling este o comună (târg) din districtul Aichach-Friedberg, landul Bavaria, Germania.